# ハリー・K・シゲタ
ハリー・キンジ・シゲタ（Harry Kinzi Shigeta、日本名：重田 欣二（しげた きんじ）、1887年7月5日 - 1963年4月21日）は、日系アメリカ人の写真家。1954年に日本からアメリカ合衆国へ帰化した。
長野県小県郡上田町（現上田市）出身。3歳でキリスト教に受洗する。旧制上田中学（長野県上田高等学校）を中退し、渡米。シアトルのホテルで働き、小学校で英会話を学ぶ。セントポールの美術研究所を修了、ニューヨークの写真館で撮影や修整技術を学ぶ。1915年ロサンゼルスに移り、ハリウッドの映画雑誌カメラマンになった。1930年友人のジョージ・P・ライトとシカゴで「シゲタ・K・ライト・スタジオ」を設立して独立。
以後、一流雑誌の広告写真を手がけ、キャディラックのベテラン職工をモデルにした作品などが高い評価を受けた。日本では1951年、アサヒカメラ主催により、東京と大阪で個展を開催した。1958年、「渦巻」がイギリスの国際写真サロンで特賞を受賞し、名声が高まった。

## 栄誉
- 日本写真学会名誉会員
- アメリカ写真家連盟 Master of Photography
- アメリカ写真協会名誉会員